# Diócesis de Iba
La diócesis de Iba (en latín: Dioecesis Ibana, en inglés: Roman Catholic Diocese of Iba y en tagalo: Diyosesis ng Iba) es una circunscripción eclesiástica de la Iglesia católica en Filipinas. Se trata de una diócesis latina, sufragánea de la arquidiócesis de San Fernando. Desde el 17 de febrero de 2018 su obispo es Bartolome Gaspar Santos.

## Territorio y organización
La diócesis tiene 3642 km² y extiende su jurisdicción sobre los fieles católicos de rito latino residentes en la provincia de Zambales y en la ciudad independiente de Olóngapo de la región de Luzón Central en la isla de Luzón.
La sede de la diócesis se encuentra en la ciudad de Iba, en donde se halla la Catedral de San Agustín.
En 2021 en la diócesis existían 23 parroquias.

## Historia
La prelatura territorial de Iba fue erigida el 12 de junio de 1955 con la bula Venisse Christum del papa Pío XII, obteniendo el territorio de las diócesis de San Fernando y Lingayén-Dagupan (hoy ambas arquidiócesis).
Originalmente sufragánea de la arquidiócesis de Manila, pasó a formar parte de la provincia eclesiástica de la arquidiócesis de San Fernando el 17 de marzo de 1975.
El 15 de noviembre de 1982 la prelatura territorial fue elevada a diócesis con la bula Cum Decessores del papa Juan Pablo II.

## Estadísticas
Según el Anuario Pontificio 2022 la diócesis tenía a fines de 2021 un total de 712 043 fieles bautizados.
| Año                                                                             | Población            | Población | Población      | Sacerdotes | Sacerdotes    | Sacerdotes    | Bautizados por sacerdote | Diáconos permanentes | Religiosos | Religiosos | Parroquias |
| Año                                                                             | Bautizados católicos | Total     | % de católicos | Total      | Clero secular | Clero regular | Bautizados por sacerdote | Diáconos permanentes | Varones    | Mujeres    | Parroquias |
| ------------------------------------------------------------------------------- | -------------------- | --------- | -------------- | ---------- | ------------- | ------------- | ------------------------ | -------------------- | ---------- | ---------- | ---------- |
| 1970                                                                            | 135 640              | 213 618   | 63.5           | 34         | 4             | 30            | 3989                     |                      | 30         | 62         | 18         |
| 1980                                                                            | 291 000              | 389 000   | 74.8           | 37         | 9             | 28            | 7864                     |                      | 56         | 71         | 21         |
| 1990                                                                            | 583 759              | 653 264   | 89.4           | 44         | 17            | 27            | 13 267                   |                      | 27         | 88         | 25         |
| 1999                                                                            | 608 871              | 767 939   | 79.3           | 43         | 30            | 13            | 14 159                   |                      | 13         | 77         | 22         |
| 2000                                                                            | 311 610              | 389 512   | 80.0           | 45         | 32            | 13            | 6924                     |                      | 13         | 85         | 22         |
| 2001                                                                            | 460 980              | 576 225   | 80.0           | 46         | 38            | 8             | 10 021                   |                      | 8          | 83         | 22         |
| 2002                                                                            | 502 241              | 627 241   | 80.1           | 47         | 38            | 9             | 10 685                   |                      | 9          | 91         | 22         |
| 2003                                                                            | 520 509              | 650 637   | 80.0           | 41         | 34            | 7             | 12 695                   |                      | 7          | 85         | 22         |
| 2004                                                                            | 538 025              | 672 532   | 80.0           | 38         | 32            | 6             | 14 158                   |                      | 6          | 74         | 22         |
| 2006                                                                            | 556 110              | 695 138   | 80.0           | 40         | 34            | 6             | 13 902                   |                      | 6          | 74         | 22         |
| 2013                                                                            | 611 840              | 764 801   | 80.0           | 41         | 38            | 3             | 14 922                   |                      | 3          | 60         | 22         |
| 2016                                                                            | 630 540              | 788 130   | 80.0           | 46         | 43            | 3             | 13 707                   |                      | 3          | 64         | 22         |
| 2019                                                                            | 685 334              | 856 668   | 80.0           | 45         | 42            | 3             | 15 229                   |                      | 3          | 60         | 22         |
| 2021                                                                            | 712 043              | 890 053   | 80.0           | 46         | 41            | 5             | 15 479                   |                      | 6          | 61         | 23         |
| Fuente: Catholic-Hierarchy, que a su vez toma los datos del Anuario Pontificio. |                      |           |                |            |               |               |                          |                      |            |            |            |

## Episcopologio
- Henry Byrne, S.S.C.M.E. † (20 de agosto de 1956-16 de julio de 1983 renunció)
- Paciano Basilio Aniceto (20 de octubre de 1983-31 de enero de 1989 nombrado arzobispo de San Fernando)
- Deogracias Soriano Iñiguez (27 de diciembre de 1989-28 de junio de 2003 nombrado obispo de Kalookan)
- Florentino Galang Lavarias (19 de junio de 2004-25 de julio de 2014 nombrado arzobispo de San Fernando)
  - Sede vacante (2014-2018)
- Bartolome Gaspar Santos, desde el 17 de febrero de 2018